# Banana Power
Banana Power foi uma discoteca.

## Histórico
Discoteca de muito sucesso na cidade brasileira de São Paulo na década de 1970. Localizava-se na Avenida São Gabriel, 301, no distrito de Itaim Bibi e era considerado um templo da música disco. Seu grande rival era a discoteca Papagaio Disco Club.

## Discografia
- Banana Power Discotheque - 1978
- Banana Power Discotheque Vol. 2 - 1979